# دانشنامه زندگی
دانشنامهٔ زندگی (به انگلیسی: Encyclopedia of Life) (EOL) یک دانشنامهٔ آزادِ برخط است که هدفش گردآوری اطلاعات دربارهٔ ۱٫۸ میلیون گونهٔ شناخته‌شده است. این اطلاعات از پایگاه‌های داده موجود به‌همراه مشارکت افراد متخصص و بدون تخصص در دنیا در حال گردآوری است.